# Fællesfolden
 Fællesfolden er en  78 hektar stor landtange som ligger nord for Flasken, i bunden af Jammerland Bugt i Kalundborg Kommune.  Tangen, der er fredet, består hovedsageligt af gamle strandvoldssystemer.  Det magre græsareal har mange lodsejere, som i fællesskab og gennem 125 år har sat kreaturer på græs i Fællesfolden. Arealet har aldrig været gødet og der er ikke offentlig adgang bortset fra en smal tange langs kysten. Området er en del af ca.  3.300 hektar store habitatområde og Natura 2000-område nr. 157 Åmose, Tissø, Halleby Å og Flasken og  indgår i Naturpark Åmosen.

## Flora og fauna
Området har et rigt fugleliv og er en vigtig vinterrasteplads for f.eks. snespurv, skærpiber og vandrefalk. der er besøg af  Havørn og fiskeørn. Der er store bestande af de relativt sjældne arter strandnellike og hundesalat.